# Ernst Rüdiger Starhemberg

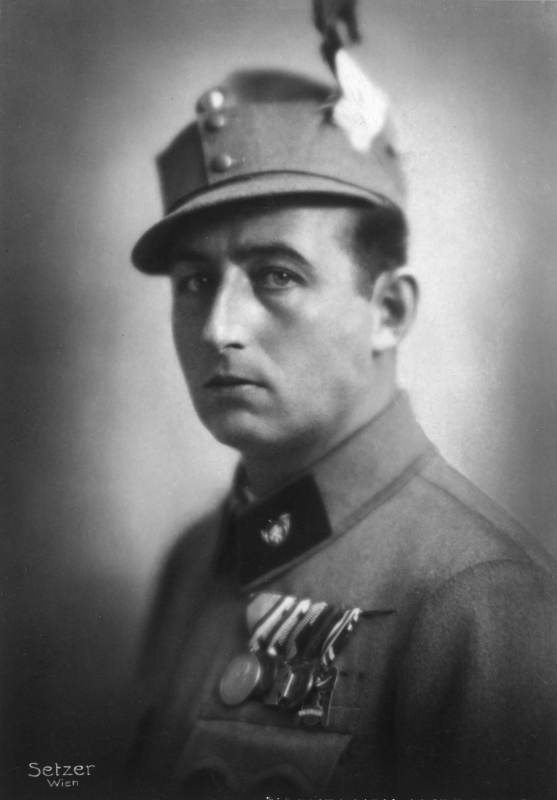
Ernst Rüdiger Starhemberg

Príncipe Ernst Rüdiger Camillo von Starhemberg, muitas vezes conhecido simplesmente como Príncipe Starhemberg, (Eferding, 10 de maio de 1899 – Schruns, 15 de março de 1956) foi um nacionalista e político austríaco que ajudou a introduzir o austrofascismo e instalar uma ditadura clerical fascista na Áustria no período entre guerras. Um feroz oponente de Anschluss, ele fugiu da Áustria quando os nazistas invadiram o país e serviu brevemente com as forças francesas e britânicas livres na Segunda Guerra Mundial.
Starhemberg foi um líder do Heimwehr e mais tarde da Frente Patriótica. Ele serviu no Bundesrat entre 1920 e 1930, como Ministro do Interior em 1930, Vice-Chanceler em 1934 e, posteriormente, Chanceler Interino e Líder da Frente após o assassinato de Engelbert Dollfuß, renunciando ao cargo anterior após alguns dias. Desiludido com os modos moderados do chanceler Kurt Schuschnigg, ele foi deposto do poder em 1936, quando o Heimwehr foi dissolvido, e fugiu do país após o Anschluss para evitar a retaliação dos nazistas vingativos.
Ele viveu no exílio na Suíça e serviu com os aliados ocidentais nas forças aéreas britânicas e francesas por um curto período no início da Segunda Guerra Mundial, mas se desencantou com eles quando se aliaram à União Soviética de Joseph Stalin, que ele via tão mal quanto os nazistas. Partiu para a Argentina, onde passou os treze anos seguintes no exílio. Ele morreu durante uma visita prolongada à Áustria em 1956.
Ele foi o 1 163º Cavaleiro da Ordem do Tosão de Ouro, Ordem Austríaca.